# Phong Châu (xã)
Phong Châu là một xã thuộc huyện Trùng Khánh, tỉnh Cao Bằng, Việt Nam.

## Địa lý
Xã Phong Châu nằm ở phía đông huyện Trùng Khánh, có vị trí địa lý:
- Phía đông giáp xã Chí Viễn
- Phía tây giáp thị trấn Trùng Khánh và xã Khâm Thành
- Phía nam giáp huyện Hạ Lang và xã Cao Thăng
- Phía bắc giáp xã Đình Phong và xã Ngọc Khê.

Xã Phong Châu có diện tích 25,33 km², dân số năm 2019 là 1.912 người, mật độ dân số đạt 76 người/km².
Tuyến tỉnh lộ 206 chạy qua địa bàn theo chiều đông - tây. Xã có núi Bo Ngần và hồ Bản Viết.

## Lịch sử
Sau năm 1975, Phong Châu là một xã thuộc huyện Trùng Khánh.
Ngày 8 tháng 10 năm 1980, Hội đồng Chính phủ ban hành Quyết định 332-CP về việc giải thể xã Quang Thành và sáp nhập thôn Đông Khê vào xã Phong Châu.
Đến năm 2019, xã Phong Châu được chia thành 12 xóm: Cô Bây, Đông Quan, Nà Mằn, Phia Bó, Pò Gài - Nà Giốc, Bản Quam, Tân Phong, Bản Viết, Bản Piên - Lũng Luông, Bài Siêng - Nà Vựa, Bó Thua Ma, Pác Cóng.
Ngày 9 tháng 9 năm 2019, Hội đồng Nhân dân tỉnh Cao Bằng ban hành Nghị quyết số 27/NQ-HĐND về việc:
- Sáp nhập hai xóm Nà Mằn và Bản Piên - Lũng Luông thành xóm Nà Mằn - Bản Piên
- Sáp nhập hai xóm Cô Bây và Phia Bó thành xóm Phia Bó - Cô Bây
- Sáp nhập hai xóm Đông Quan và Pò Gài - Nà Giốc thành xóm Chung Sơn
- Sáp nhập xóm Bó Thua Ma vào xóm Bản Quam
- Sáp nhập xóm Bài Siêng - Nà Vựa và xóm Pác Cóng thành xóm Pác Cóng - Bài Siêng.

## Hành chính
Xã Phong Châu được chia thành 7 xóm: Bản Quam, Bản Viết, Chung Sơn, Nà Mằn - Bản Piên, Pác Cóng - Bài Siêng, Phia Bó - Cô Bây, Tân Phong.